# Сарыкурак
Сарыкурак (каз. рзд. Сарықұрақ) — разъезд в Саркандском районе Жетысуской области Казахстана. Входит в состав Лепсинского сельского округа. Код КАТО — 196055700.

## Население
В 1999 году население разъезда составляло 9 человек (4 мужчины и 5 женщин). По данным переписи 2009 года, в разъезде проживало 19 человек (8 мужчин и 11 женщин).